# Lenarchus devius
Lenarchus devius är en nattsländeart som först beskrevs av Mclachlan 1880.  Lenarchus devius ingår i släktet Lenarchus och familjen husmasknattsländor. Inga underarter finns listade i Catalogue of Life.